# Тевкри
Тевкри (дав.-гр. Τεῦκροι) — група племен, що населяли північний захід Анатолії поблизу Трої. Їхню назву Геродот виводить від імені Тевкра — першого царя Трої (3100 р. до н. е.).
Згідно з давньогрецькою міфологією, тевкри етнічно не були греками, проте їхня верхівка володіла грецькою мовою і нерідко брала собі грецькі імена. Це підтверджують і археологічні дані. Хоча в матеріальній культурі Трої помітно хетський вплив, тевкри не були також і хетами, а навпаки, ворогували з Хетським царством.
Деякі вчені доводили, що тевкри мали дорійське походження. Страбон у своїй «Географії» батьківщиною тевкрів називає Крит.
Жителі Римської імперії тевкрами (лат. Teucri) іменували троянців. За легендою, після поразки в Троянській війні від ахейців/греків частина троянців/тевкрів на чолі з царем Енеєм прибули до Італії. Про це також писав стародавній автор Стесіхор (VII ст. до н. е.). Його коментарі до цих подій залишилися на мармуровому барельєфі так званого «Нового палацу» (І ст. до н. е.), що входить до комплексу Капітолійських музеїв у Римі.
Зазвичай з тевкрами (або ж одним з їхніх відгалужень) ототожнюють також тйеккерів — один з «народів моря».